# Exploit Caf
Exploit Caf est un cheval de course italien né en 2001 et mort en 2022 participant aux courses de trot. Il appartient à l'Écurie Sa. For. de la famille Lenzi et est entraîné par Fabrice Souloy. Il est drivé le plus souvent par Jean-Michel Bazire.

## Carrière de courses
Exploit Caf, trotteur complet capable de se distinguer aussi bien sur les parcours de vitesse (1 600 à 2 100 m.) que sur les parcours de tenue (2 700 m. et plus), se révèle aux yeux du public lors du meeting d’hiver de Vincennes 2006-2007, en s'adjugeant le Prix du Luxembourg.
En 2007, il remporte le Grand Prix de la Loterie, à Naples, la course italienne la plus prestigieuse. Il se distingue ensuite dans les 4 "B" préparatoires au Prix d'Amérique 2008, dont il termine malheureux 5e sans trouver l'ouverture.
Il prend une belle revanche dans le Prix de France 2008 qu'il remporte avec brio, puis s'impose avec la manière dans le Prix de l'Atlantique. Sur sa lancée, il part en Scandinavie où il prend le premier accessit de l'Oslo Grand Prix, avant de connaître la consécration dans l'Elitloppet à Solvalla, en Suède. Il en profite d'ailleurs pour battre le record de l'épreuve en 1'09"8. En grande forme en ce printemps 2008, il enchaîne en juin avec une victoire dans le Prix René Ballière, son quatrième groupe 1 de l'année.
Il meurt le 25 mars 2022 des suites d'une crise de coliques.

### Palmarès
France
- Prix de France (Gr.1, 2008)
- Prix de l'Atlantique (Gr.1, 2008)
- Prix René Ballière (Gr.1, 2008)
- 2e Prix de Paris (Gr.1, 2008)
- 2e Prix du Bourbonnais (Gr.2, 2007)
- 2e Prix de Belgique (Gr.2, 2007)
- 2e Prix de Bourgogne (Gr.2, 2007)
- 2e Prix Doynel de Saint-Quentin (Gr.2, 2006)
- 2e Prix du Plateau de Gravelle (Gr.2, 2007)
- 2e Prix Jamin (Gr.2, 2007)
- 3e Prix de l'Atlantique (Gr.1, 2007)
- 5e Prix d'Amérique (Gr.1, 2008)

 Italie
- Grand Prix de la Loterie (Gr.1, 2007)
- Gran Premio Trinacria (Gr.2, 2005)
- 2e Gran Premio Societa Campo Di Mirafiori (Gr.1, 2006)
- 3e Gran Premio Mediterraneo (Gr.2, 2006)

 Suède
- Elitloppet (Gr.1, 2008)

 Norvège
- 2e Oslo Grand Prix (Gr.1, 2008)

## Origines
| Origines de Exploit Caf | Origines de Exploit Caf | Origines de Exploit Caf | Origines de Exploit Caf |
| ----------------------- | ----------------------- | ----------------------- | ----------------------- |
| Père Toss Out           | Supergill               | Super Bowl              | Stars Pride             |
| Père Toss Out           | Supergill               | Super Bowl              | Pillow Talk             |
| Père Toss Out           | Supergill               | Winkys Gill             | Bonefish                |
| Père Toss Out           | Supergill               | Winkys Gill             | Lassie Blue Chip        |
| Père Toss Out           | Foreign Waters          | Home Sick               | Speedy Crown            |
| Père Toss Out           | Foreign Waters          | Home Sick               | Keystone Barb           |
| Père Toss Out           | Foreign Waters          | Reel Fish               | Bonefish                |
| Père Toss Out           | Foreign Waters          | Reel Fish               | Tarport Lady Ann        |
| Mère Vaiolet Caf        | Fridenly Face           | Speedy Somolli          | Speedy Crown            |
| Mère Vaiolet Caf        | Fridenly Face           | Speedy Somolli          | Somolli                 |
| Mère Vaiolet Caf        | Fridenly Face           | About Face              | Speedster               |
| Mère Vaiolet Caf        | Fridenly Face           | About Face              | Frosty Face             |
| Mère Vaiolet Caf        | Calibra                 | Short Stop              | Speedster               |
| Mère Vaiolet Caf        | Calibra                 | Short Stop              | Caprice                 |
| Mère Vaiolet Caf        | Calibra                 | Albione                 | Marco Hanover           |
| Mère Vaiolet Caf        | Calibra                 | Albione                 | Corsage Hanover         |